# ایمورتان جو
ایمورتان جو (انگلیسی: Immortan Joe؛ یا جو جاودانه) یک شخصیت خیالی و آنتاگونیست اصلی فیلم مکس دیوانه: جاده خشم محصول ۲۰۱۵ است. او توسط هیو کیز-برن به تصویر کشیده شده‌است. ایمورتان جو همچنین در سال ۲۰۱۵ در سری کمیک پیش‌درآمد به همین نام ظاهر شد، و در فیلم پیش‌درآمد فیوریوسا: حماسه مکس دیوانه محصول ۲۰۲۴ نیز ظاهر می‌شود.

## توصیف شخصیت
در فیلم، ایمورتان جو «حاکم سرزمین بایر» است. ظاهر او با یک کاراپاس شفاف و پلاستیکی - زره سینه - روی زخم‌هایش و موهای بلند و سفیدش در اطراف ماسک با لبخندی اسکلتی که برای مخفی کردن دستگاه تنفس استفاده می‌کند، برجسته است. چندین نسخه از کاراپاس او که نشان‌دهنده مدال‌های ساخته شده از قطعات خودرو و تلفن همراه و برخی از علائم واقعی نظامی (مانند نشان کلاه افسران نیروی دریایی ایالات متحده) است، در بریتانیا ساخته شده‌است.
سومین پسر او به نام اسکابروس اسکراوتس، در یک بازی ویدئویی اسپین آف معرفی شد.

## بازخورد
مایکل روتمن در نوشتن دربارهٔ این فیلم برای ای‌بی‌سی نیوز، ایمورتان جو را به عنوان یک پسر بد واقعی توصیف کرد که هیچ شباهتی به شرورهای دیگری ندارد که تا به حال روی صحنه ظاهر شده‌اند. جوانا رابینسون از ونتی فر او را «کابوس وار» و او را «یک خلقت نسبتاً کلاسیک میلر با فتیش جمجمه ای که حتی یک نوجوان گاتیک هم به آن حسادت می‌کند» توصیف کرد. اسپنسر کورنهبر از آتلانتیک نوشت: «شاید نزدیک‌ترین چیزی که سال ۲۰۱۵ برای فهرست‌های «بزرگ‌ترین شروران تمام دوران» فراهم کرده بود، فیلم مکس دیوانه: جاده خشم بود، جایی که برده‌دار جنگ، ایمورتان جو، یک سر تهوع‌آور و یک شکم به همان اندازه تهوع‌آور داشت.»